# Ortografia angielska
Ortografia angielska – zestaw konwencji ortograficznych służących do zapisu języka angielskiego. Specyficzna historia języka, splątana z dziejami kraju wraz z historią ogólnego postępu technicznego i cywilizacyjnego sprawiły, że angielska pisownia odznacza się wieloma nieregularnościami, odstępstwami i wyjątkami. Z uwagi na charakter zapisu trudno jest również sformułować klarowne reguły pisowni.
Ortografia angielska ma charakter zachowawaczy i etymologiczny, dlatego obrazuje w dużej mierze pochodzenie wyrazów, a także kładzie nacisk na rozróżnianie słów i morfemów; tym samym nie stanowi prostej reprezentacji języka ustnego. Podejmowano próby zreformowania ortografii angielskiej, niemniej propozycje zmian nigdy nie weszły w życie.

## Historia

### Okres staroangielski

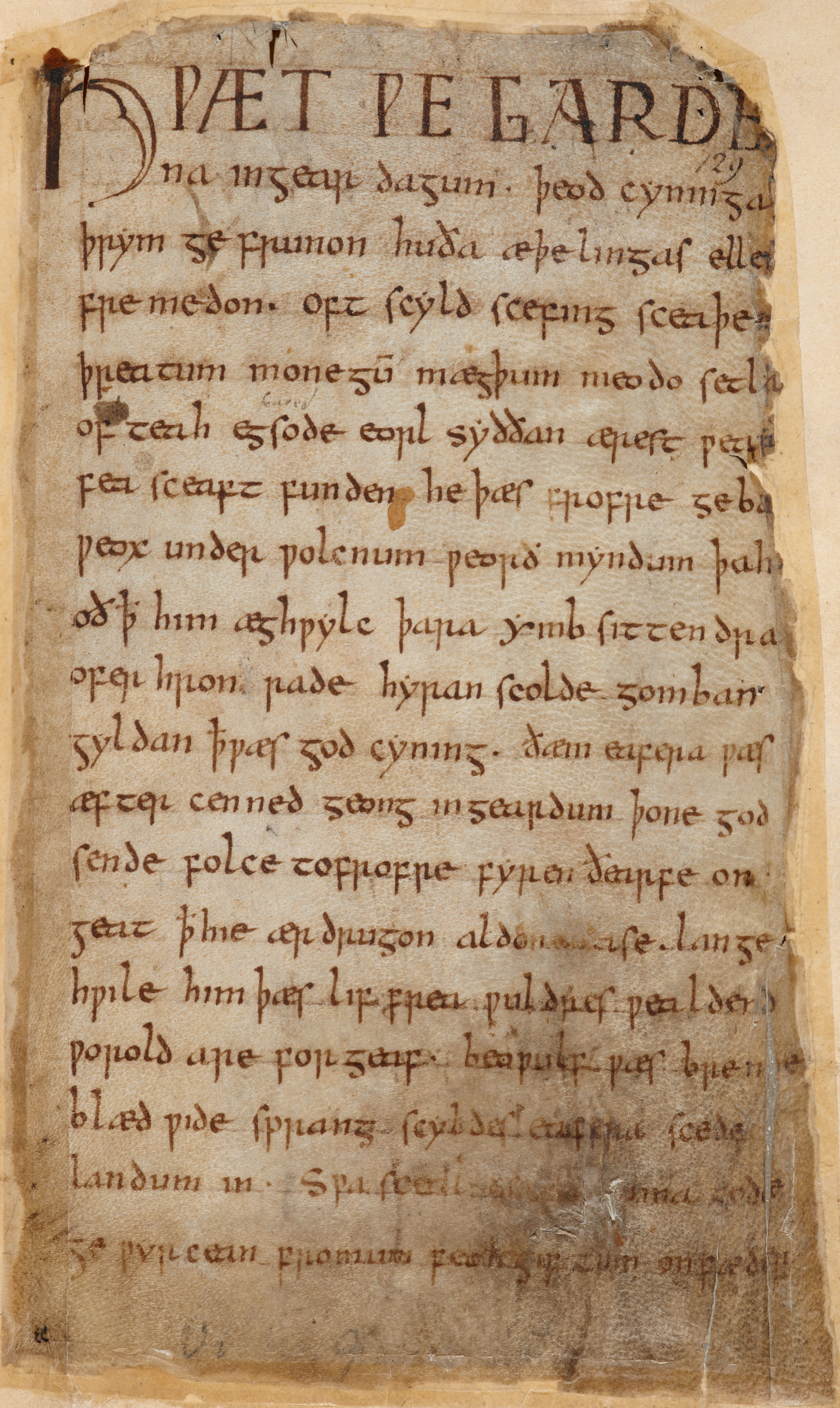
Rękopis poematu Beowulf

Ortografia angielska jest wynikiem trwającego ponad tysiąc lat rozwoju języka angielskiego. Zagadnienie datuje się od momentu, kiedy chrześcijańscy misjonarze zastosowali 23-literowy alfabet dla potrzeb operującego 35 fonemami języka staroangielskiego. Dodano cztery nowe symbole: ash (Æ, æ), wynn (Ƿ, ƿ), eth (Ð, ð), thorn (Þ, þ), choć takie litery jak c i g używane były dla kilku dźwięków. Wprowadzono również kombinacje liter, np. sc, które obecnie jest zapisywane sh. Kilku współczesnych liter nie było w alfabecie: j (zastępowane przez ȝ zwane yogh), v (zapisywane przez f), zaś q, x, z używane były bardzo rzadko.
Fragment poematu Beowulf:

„Da se ellengæst earfoðlice

þrage geþolode, se þe in þystrum bad,

þæt he dogora gehwam dream gehyrde

hludne in healle; þær wæs hearpan sweg,

swutol sang scopes. Sægde se þe cuþe 90

frumsceaft fira feorran reccan,

cwæð þæt se Ælmihtiga eorðan worhte,

wlitebeorhtne wang, swa wæter bebugeð,

gesette sigehreþig sunnan ond monan

leoman to leohte landbuendum, 95

ond gefrætwade foldan sceatas

leomum ond leafum, lif eac gesceop

cynna gehwylcum þara ðe cwice hwyrfaþ.” 

### Okres średnioangielski

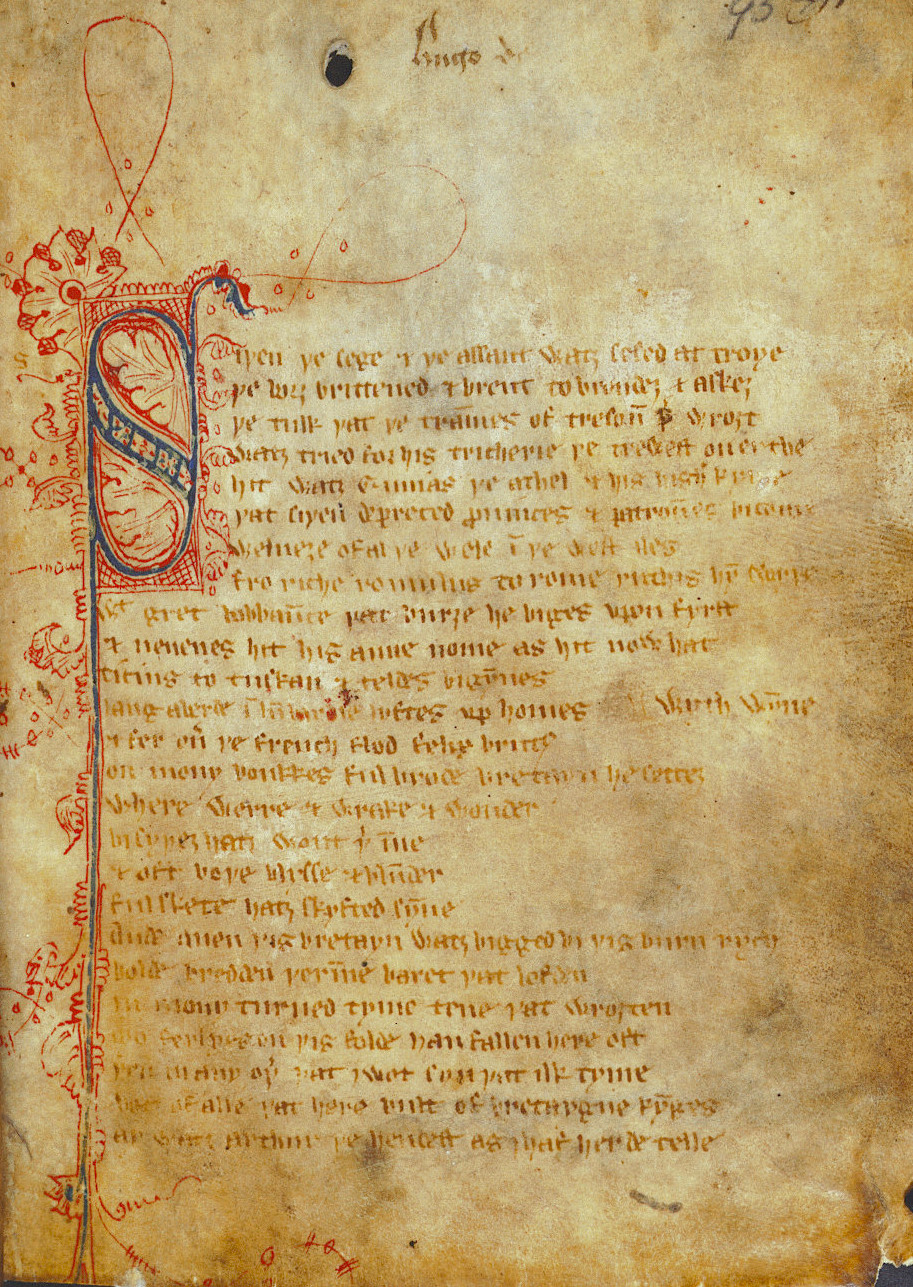
Oryginał poematu Pan Gawen i Zielony Rycerz

Po najeździe normandzkim francuscy skrybowie wprowadzili kilka nowych konwencji w zapisie. Dwuznak cw został zastąpiony przez qu, h przez gh w takich słowach jak night czy enough, c przez ch, np. w wyrazie church, u przez ou, np. w wyrazach house, mouse. Rozpoczęto również używanie c przed e oraz i w takich wyrazach jak cell, city. Ponieważ litera u była pisana w podobny sposób jak v, i, m, próbowano ułatwić czytanie zastępując u przez o, w takich wyrazach jak come, love, one, son. W momencie gdy powód zmian przestał istnieć, pisownia ta spowodowała łańcuch wyjątków. Na początku XV w. pisownia angielska była mieszaniną systemu staroangielskiego i francuskiego.
Fragment poematu Pan Gawen i Zielony Rycerz:

„Now neȝez þe Nw ȝere, and þe nyȝt passez,

Þe day dryuez to þe derk, as Dryȝtyn biddez;

Bot wylde wederez of þe worlde wakned þeroute,

Clowdes kesten kenly þe colde to þe erþe,

Wyth nyȝe inoghe of þe norþe, þe naked to tene; 

Þe snawe snitered ful snart, þat snayped þe wylde.

Þe werbelande wynde wapped fro þe hyȝe,

And drof vche dale ful of dryftes ful grete.

Þe leude lystened ful wel þat leȝ in his bedde,

Þaȝ he lowkez his liddez, ful lyttel he slepes;”

### Okres nowożytny
Następne komplikacje pojawiły się wraz z nadejściem druku. Wielu drukarzy przybywało z Europy i wprowadziło normy istniejące na kontynencie. Na początku justowanie linii odbywało się częściej przez skracanie i wydłużanie słów niż przez manipulowanie rozstawem wyrazów. Stąd powstały różne wariacje w przypadku końcowego e. Drukowanie wprowadziło również porządek do ortografii, która była odmienna w różnych rękopisach. Pewien standard osiągnął William Caxton, jeden z londyńskich drukarzy i wkrótce stał się on normą. Pojawiło się pojęcie normy ortograficznej.
Od tego momentu pisownia angielska się ustabilizowała, jednak zmiany w wymowie posuwały się dalej. Wprowadzenie standardów Caxtona zbiegło się w czasie z wielką przesuwką samogłoskową. Językoznawcy, np. Crystal, zakładają, że jeśli epoka słowa drukowanego nastąpiłaby sto lat później (lub odpowiednio przesuwka samogłoskowa sto lat wcześniej), system angielskiej ortografii byłby o wiele bardziej regularny. Obecnie sposób pisania samogłosek obrazuje ich wymowę w epoce Geoffreya Chaucera. Na przykład słowo name jest zapisywane przez a ponieważ w języku średnioangielskim wymawiane było przez /ɑː/, tak jak w wyrazie calm. Drukarze zignorowali zmianę w /eɪ/, która nastąpiła w XV w. Ten sam sposób rozumowania wyjaśnia wiele „niemych” liter we współczesnej angielszczyźnie, np. w wyrazach knee, knight czy time, których zanik nastąpił po wprowadzeniu druku.
Inny rodzaj komplikacji pojawił się, kiedy uczeni szesnastowieczni próbowali wprowadzić do angielskiej pisowni elementy historii języka, nie mogąc pogodzić się ze zmianami, które nastąpiły w wyniku rozwoju druku. I tak b w wyrazie debt pojawiło się wprowadzone przez tych, którzy chcieli podkreślić, że słowo pochodzi od łacińskiego debitum. b dodano również do doubt (łac. dubitare), w wyrazie reign pojawiło się g (łac. regno), a wyraz island wzbogacono o s na wzór łacińskiego słowa insula, mimo że wyraz jest w istocie staroangielski. Nie wszystkie z tych zmian weszły do standardu pisowni, jednak te już wprowadzone przyczyniły się do nieregularności i niekoniecznie były zrozumiałe, jako że znajomość łaciny zanikała. I choć próby uporządkowania ortografii przyniosły wiele korzystnych zmian, zwiększyły również liczbę nieregularności, np. gh w takich wyrazach jak light i night. W okresie tym pojawili się reformatorzy ortografii, np. John Hart, który wydał w r. 1569 dzieło pt. Ortographie i zaprezentował nowy system zapisu języka. Podobne próby były coraz liczniejsze, np. William Bullokar opublikował Booke at large, for the Ammendment of Ortographie for English Speech. Zaproponował on alfabet składający się z 37 liter, w którym do tradycyjnych form dodał znaki diakrytyczne.
W XVI i XVII w. do języka angielskiego wprowadzono wiele nowych słów z takich języków jak: włoski, portugalski, hiszpański i francuski. Wiązało się to z coraz większymi nieregularnościami i wyjątkami, np. bizarre, brusque, caustic, cocoa, epitome, gazette, grotto, idiosyncrasy. Mimo fali krytyki, zwłaszcza w epoce wiktoriańskiej, oryginalna pisownia została zachowana bądź tylko nieco zmodyfikowana.

## Reguły pisowni
W języku, który używa 26 liter dla zapisania ponad 40 fonemów, nie istnieje kryterium ilościowe jeden dźwięk – jedna litera, co odpowiada systemowi ortografii fonetycznej (dokładnemu zapisowi wymowy), zresztą język angielski nigdy nie miał w tym sensie ortografii fonetycznej. Normy musiały się pojawić w momencie wprowadzenia dwuznaków, czyli zapisu jednego dźwięku za pomocą dwóch znaków graficznych. W języku angielskim ten rodzaj konwencji pojawia się bardzo często, np. zapisywanie /ʃ/ w postaci sh, jak w wyrazie shoe czy /ŋ/ dla ng, np. w wyrazie tongue. Trudniej jest ustalić reguły dla e, które wydłuża poprzedzającą je samogłoskę (rate i rat). Mimo iż obie samogłoski są w dość niespotykany sposób rozdzielone przez spółgłoskę, zasada istnieje, jako że wydłużenie zaznacza się w ten sposób w wielu wyrazach.
Regularność zakłada istnienie reguły, która obejmowała będzie maksymalną liczbę słów. Reguła dla 500 wyrazów ma prawo bytu, dla 5 wyrazów nie, jednak istnieją również wartości pośrednie, które sprawiają, że trudno ustalić, które zasady można nazwać regularnościami. Szacuje się, że około trzech procent wyrazów angielskich w powszechnym użyciu (według innych szacunków 500 słów) jest do tego stopnia nieregularnych, że ich pisowni należy nauczyć się na pamięć, a ok. 80% słów stosuje się do ogólnych reguł. Pozostawia to 15% słów o wątpliwej regularności pisowni.
Jedna z najbardziej znanych reguł pisowni „i występuje przed e z wyjątkiem pozycji po c” została ustalona jako zasada mnemotechniczna, w oryginalnym brzmieniu i before e except after c, mająca pomóc w pisowni takich wyrazów jak deceive, conceit i rzadkich wyrazów typu orcein, choć istnieje o wiele więcej wyrazów, gdzie po c następuje ie niż ei: ancient, conscience, juicer, a także beige, codeine, leisure, seize, 'weird. Wyjątków tych jest ponad 100.

## Próby reformy ortografii
Próby zreformowania ortografii angielskiej są ponawiane nieustannie od XVI wieku. Można je podzielić na następujące grupy :
- standaryzacja, polegająca na wypracowaniu całego standardu opartego na już istniejących literach
- fonotypia, czyli zapis uwzględniający wymowę; postulowano wprowadzenie nowych liter lub dwuznaków
- zmiana wszystkich liter na inne
- regularyzacja mająca na celu wprowadzenie konsekwencji w działaniu i używaniu reguł, np. likwidacja niemego e.

Argumentem za wprowadzeniem zmian była najczęściej łatwość przyswajania nowej pisowni, zwłaszcza przez dzieci, poza tym podnoszono sprawę ergonomii: mniej liter zaoszczędziłoby czas i zredukowało koszty produkcji. Jednak nigdy nie osiągnięto konsensu w sprawie kierunku zmian .
Jednym z reformatorów angielskiej pisowni był Isaac Pitman, wynalazca nowoczesnej stenografii. Proponował on system, który nazwał fonotypią; Oto treść hymnu brytyjskiego napisanego tą metodą :

„God sev our greʃəs Kwin

loŋ liv our nobel Kwin

God sev de Kwin

Sev her viktoriəs

hapi and gloriəs

loŋ tu ren over əa

God sev de Kwin”

W 1908 roku w Londynie zawiązało się towarzystwo The Simplified Spelling Society mające za zadanie promować zmianę ortografii brytyjskiej. Opracowało ono projekt zwany „New Spelling”, który rozszerzył używanie dwuznaków. Oto próba nowej ortografii w dwóch wersjach z różnych epok :
„Menshond abuv wos the revyzed orthografi kauld Nue Spelling, wich wos sed to be "moderatli strikt” in uezing egzisting leters, combined with the so-kauld dygrafik prinsipl, to reprezent the sound of the langwej. Inishali developt by dhe Sosyeti in 1910, the sistem is shoen in this paragraph in its moest resent vershun as publisht in New Spelling 90.
Dhis paragraf and dhe nekst uez dhe preevyus vueshon of NS publisht on 1948. Dhis vurshon iz much strikter in traking dhe soundz ov dhe langgwej and its ues ov dh for dhe voist th iz a noetabl feetuer.”

## Celowa niekonwencjonalność pisowni

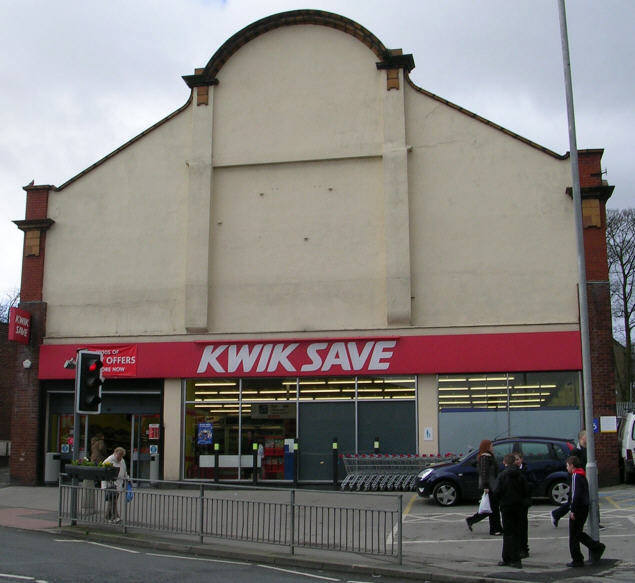
Celowe odstępstwo od pisowni dla celów komercyjnych

W XX w. dla celów komercyjnych zaczęto stosować odstępstwa od konwencjonalnej pisowni jako element znaku firmowego bądź kampanii reklamowej. Motywacją dla odstępstwa jest zazwyczaj otrzymanie jednoznacznej, identyfikowalnej nazwy produktu, który nie byłby mylony z nazwami pospolitymi. W przypadku sloganów reklamowych odstępstwo pomaga w zapamiętywaniu, np. w przypadku hasła reklamowego Heinza Heinz meanz beanz. Przeciwnicy tego typu rozwiązań wskazują na niepotrzebny bałagan, utrudniający zwłaszcza dzieciom naukę normatywnej pisowni. Odejście od norm pisowni nie jest wyłącznie domeną działań marketingowych, jest często spotykane w literaturze, często przez różnicę w pisowni oddaje się odrębność regionalną. Niektóre słowa uzyskały nawet status „odchyłu standardowego”, głównie jako akceptowany sposób zapisywania form potocznych, np. gotchya (got you!), pochodzące od tytułu programu telewizyjnego, a także tytułu w gazecie The Sun, oznajmiającego zatopienie okrętu podczas wojny falklandzkiej. Inne tego typu wyrazy to innit? (nieformalna wymowa końcówki pytającej isn’t it?), wot w znaczeniu what mające oznaczać brak wykształcenia osoby, której tę pisownię się przypisuje.